# Bernardo Maria De Rubeis
Bernardo Maria De Rubeis (8 janvier 1687 à Cividale del Friuli - 25 janvier 1775 à Venise) est un théologien et érudit italien.

## Biographie
Né vers l’an 1686 d’une famille distinguée de Cividale del Friuli, prononça ses vœux à l’âge de dix-sept ans dans l’Ordre des Prêcheurs. Envoyé en Toscane, il y acheva d’étudier la philosophie dans le couvent de San-Miniato, d’où il revint la professer à celui des Zattere à Venise. Il s’en absenta quelque temps pour suivre, en qualité de théologien, une mission extraordinaire de la République de Venise auprès de la cour de France. De retour à Venise, il ne s’occupa que de ses études et de l’accroissement de la bibliothèque de son couvent, dont le soin lui était confié ; elle devint une des plus considérables de la ville lorsque Apostolo Zeno lui légua, en 1750, tous les ouvrages, tant imprimés que manuscrits, qu’il avait rassemblés de son vivant. Dans la controverse relative à l’abolition du Patriarcat d'Aquilée, le P. Rubeis fut désigné par le cardinal Delfino, revêtu alors de cette dignité, pour aller soutenir les droits de ce siège à Rome ; mais Rubeis s’y refusa constamment, préférant à l’éclat de cette négociation le rigoureux genre de vie qu’il avait adopté, en partageant son temps entre l’étude et les pratiques de piété. Il mourut à Venise le 2 février 1775, âgé de 88 ans.

## Œuvres
- De fabula monachatus benedictini divi Thomæ Aquinatis, Venise, 1724, in-8°, sans nom d’auteur. C’est une réponse à une dissertation historique dans laquelle on avait prétendu établir que St-Thomas d'Aquin, avant d’entrer dans l’ordre de St-Dominique, avait appartenu à celui de Mont-Cassin. Cet ouvrage fut augmenté et réimprimé à la tête du tome 5 des œuvres du même St-Thomas, édition de Venise, 1746 et suiv. Il fait aussi partie des trente dissertations critiques et apologétiques sur ce même saint, ibid., 1750.
- De una sententia damnationis in Acacium episcopum Constantinopolitanum, ibid., 1729, in-8°. L’auteur, profitant de la découverte d’une lettre trouvée dans un ancien manuscrit à Vérone, jette quelque lumière sur la condamnation d’Acace de Constantinople, sous le pontificat de Félix III.
- Synodus quæ acta est in civitate Mantua anno 827, ibid., 1729, dans le tome 9 de la collection des conciles. Ce sont les actes d’un concile tenu à Mantoue pour des affaires relatives à l’église d’Aquilée. Ils furent publiés pour la première fois par le P. Rubeis, d’après un manuscrit de la Bibliothèque Vallicelliane.
- Animadversiones in concilium a Gregorio XII celebratum Fori-Julii, seu in civitate Austria. ibid., 1731, dans le tome 15 du même recueil ;
- De schismate ecclesiæ Aquilejensis, dissertatio historica, ibid., 1732, in-8°. Cette dissertation est accompagnée des actes du concile de Mantoue. dont on a parlé plus haut, avec des notes et des corrections. Elle fait aussi partie de l’ouvrage suivant :
- Monumenta ecclesiæ Aquilejensis, commentarii historico-chronologico-critici, Argentinæ (Venise), 1740. in.fol. On trouve à la fin de l’ouvrage une ancienne chronique des patriarches d’Aquilée.
- Divi Thomæ Aquinatis opera theologica, Venise, 1745-1760, 28 vol. in-4°. Le P. de Rubeis, qui en a été l’éditeur, a joint à chaque traité un avertissement et des remarques.
- De nummis patriarcharum Aquilejensium dissertatio, ibid., 1747, in-8° ;
- De nummis patriarcharum Aquilejensium, dissertatio altera, ibid., 1794, in-8° ;
- Discorso istorico-cronologico-diplomatico sopra una pergamena antica veneziana, ibid., 1749, in-8° ;
- De gestis et scriptis ac doctrina sancti Thomæ Aquinatis, Dissertationes criticæ et apologeticæ, ibid., 1750, in-fol. Ces dissertations sont au nombre de trente ; une des plus importantes est la neuvième du recueil, intitulée De fide auctoris operum quæ vulgo Areopagitica dicuntur ; an orthodoxus fuerit, an hæreticus, vel apollinarista, vel eutychianus, seu monophysita. Deux de ces dissertations avaient déjà paru dans l’édition des œuvres de St-Thomas, t. 24 et 25.
- De rebus congregationis sub titulo beati Jacobi Salomonii, etc., Commentarius historicus, ibid., 1751, in-4° ;
- Georgii, seu Gregorii Cyprii patriarchæ Constantinopolitani vita, ibid., 1753, in-4°, publiée pour la première fois d’après un manuscrit grec de Leyde, avec une traduction latine et des notes.
- Dissertationes duæ, prima de Turanio, seu Tyrannio Rufino ; altera de vetustis liturgiis, etc., ibid., 1754, in-4° ;
- De Theophylacti Bulgariæ archiepiscopi gestis et scriptis, ac doctrina, ibid., 1754, in-fol., dans le tome 1er des œuvres de Théophylacte ;
- Dissertatio in qua præsertim agitur de scholiis S. Maximi et Johannis Scythopolitani ac Germani Constantinop. patriarchæ, ibid., 1755, in-fol., dans le tome 1er des œuvres de Denys l'Aréopagite.
- Dissertatio adversus Samuelem Crellium, aliosque, ibid., 1755 ;
- De peccato originali, ejusque natura, et traduce et pœna, tractatus theologicus, ibid., 1757, in-4° ;
- Vita beatæ Benvenutæ Bojanæ, ibid., 1757, in-4°, imprimée pour la première fois d’après le manuscrit original ; 20° De charitate, virtute theologica, ejusque natura, etc., tractatus theologicus, ibid., 1758, in-4° ;
- Dissertationes variæ eruditionis, sub una capitum serie collectæ, ibid., 1762, in-4° ;
- Lettera al P. Barberi, sopra il Sistema della grazia del P. Migliavacca, dans le n° 48 des Novelle letter. Fiorentine, 1751.